# Лимб (фильм, 2013)
«Лимб» (англ. Haunter) — канадский фильм ужасов 2013 года режиссёра Винченцо Натали с Эбигейл Бреслин в главной роли. Премьера фильма состоялась на кинофестивале «South by Southwest».
Слоган фильма: «Не выходи из дома. Не зови на помощь. Не пытайся вырваться».

## Сюжет
15-летняя Лиза Джонсон живёт в неком странном мире. Каждый день она просыпается от того, что её младший брат Роберт будит её по игрушечной рации. Каждый день её мать Кэрол спрашивает её, куда делись вещи из стирки, и спрашивает Роберта, где его очки. Каждый день её отец Брюс пытается починить машину и не может понять, что с ней не так. Каждый день её родители спрашивают, где она хочет завтра отметить своё 16-летие. На последнее Лиза отвечает «спроси завтра», потому что точно знает, что завтра в их доме не наступит никогда. Они живут в некой замкнутой временной петле, проживая раз за разом один и тот же день, предшествующий дню её рождения. На улицу они не выходят, потому что там стоит сплошной непроглядный туман. Кажется, что Брюс, Кэрол и Роберт ничего не замечают, или делают вид, что ничего не замечают. Скоро Лиза начинает замечать в доме странные мистические явления, словно там кто-то есть. Так, один раз она видит, как на её кровати спит какая-то девушка. Параллельно происходит ряд эпизодов, показывающих, что какое-то время назад Брюс был сильно на взводе и его поведение было очень пугающим. Так, однажды он приходит в ярость, потому что обнаруживает, что не может починить машину, так как кто-то вынул из неё свечи зажигания.
Мало-помалу, шаг за шагом, Лизе начинает открываться ужасная правда: она и её семья были убиты в 1985 году и теперь живут в этом доме в качестве призраков, в то время как таинственная девушка — это Оливия, чья семья поселилась в доме в наши дни. Оливии удаётся установить контакт с Лизой и она выясняет, что в их доме когда-то жил серийный убийца Эдгар Мьюленс, который в 1950—60-х годах убил множество их сверстниц, а их тела сжигал в секретной кремационной камере в подвале. В конечном итоге Эдгар умер, очевидно, от естественных причин и в его дом въехали Джонсоны, однако дух Эдгара остался в доме и вселился в Брюса. Тот убил жену и детей, отравив их и себя угарным газом. Затем с семьёй Лизы начинают происходить изменения. Роберт находит наконец свои очки и всё вспоминает. Затем Кэрол находит пропавшие вещи из стирки, которые она при жизни сложила в сумку, потому что, напуганная поведением Брюса, одержимого Эдгаром, хотела уехать с детьми из дома. И напоследок сам Брюс с ужасом обнаруживает, что это он же вынул из машины свечи зажигания, чтобы Кэрол и дети не смогли ею воспользоваться. Параллельно Лиза узнаёт, что души остальных убитых Эдгаром девушек всё ещё томятся в доме (потому что не понимают, что умерли) и что в мире живых в семье Оливии разворачивается аналогичная ситуация — Эдгар завладел отцом Оливии.
Лиза решает занять тело Оливии и спасти её семью. Всё получается, Эдгар умирает, и души освобождаются. Лиза просыпается дома, на своём Дне Рождения, а мама, улыбаясь, говорит: «Мы наконец-то дома». Вся семья Лизы покинула Лимб, и они встретились снова в своем новом вечно счастливом доме. Лиза выходит на улицу, ведь отец сказал: «Там будет всё, что ты пожелаешь!» Девушка открывает дверь, перед ней белый свет, и знакомый голос шепчет: «Лиза…».

## В ролях
- Эбигейл Бреслин — Лиза Джонсон
- Питер Аутербридж — Брюс Джонсон
- Мишель Нолден — Кэрол Джонсон
- Стивен Макхэтти — Эдгар Мьюленс
  - Дэвид Нолл — Эдгар Мьюленс в детстве
- Питер Дакуна — Роберт «Робби» Джонсон
- Саманта Вайнштейн — Фрэнсис Николс
- Элеанор Зичи — Оливия
- Дэвид Хьюлетт — Дэвид
- Сара Маниньен — мать Оливии
- Мартина Кэмпбелл — сестра Оливии
- Мишель Кобёрн — Мэри Брукс
- Тадж Макмэхон — мистер Мьюленс
- Мэри Дэйм — миссис Мьюленс

## Съёмки
Съёмки фильма проходили в городах Торонто и Брэнтфорде, провинция Онтарио, Канада.

## Релиз
Первый показ фильма состоялся в США, на кинофестивале «South by Southwest», и 18 октября 2013 фильм был выпущен в кинотеатрах.

## Отзывы
Фильм получил смешанные отзывы от Rotten Tomatoes, из которых 53 % положительных. Metacritic дал фильму 49 из 100 баллов.
Анна Попова (РБК Daily) положительно отозвалась о фильме:

В «Лимбе» нет ничего, что заставило бы зрителя недоверчиво хмыкать, напротив, простота, с которой сделан фильм, подкупает. Одна и та же ситуация проигрывается снова и снова, но в ней то и дело возникают новые элементы. <…> Особая удача — Стивен Макхэтти в роли злодея, его герой в «Лимбе» по-настоящему страшен, как страшен любой человек, уверенный в своей безнаказанности.
Фильм Натали захватывает: интересно наблюдать за тем, как в «Лимбе» раскручивается сюжет: если во время просмотра чувство страха уходит, то лишь потому, что отвлекаться от происходящего на экране попросту некогда.

Станислав Зельвенский отозвался о фильме как о «хитроумной, но в итоге разочаровывающей сказке о привидениях»:

Канадец Натали («Куб», «Кодер»), большой любитель хай-концептов, позаимствовал сразу несколько известных достижений в этой области: это как бы «День сурка», случившийся с героями «Других» или «Шестого чувства». При этом «сурок» упакован в готическую сказку о привидениях, с элементами Филипа Дика и «Милых костей», а концепт про мертвецов вывернут наизнанку — героиня с самого начала прекрасно понимает, что мертва; впрочем, и живых на горизонте не видно. Несмотря на крайне неспешный ритм, до поры до времени Натали удается поддерживать напряжение за счет уверенной режиссуры и большого числа неизвестных, но чем яснее становится замысел фильма, тем тривиальнее и претенциознее он выглядит. Можно не обращать внимания на скучноватую Бреслин, дешевые спецэффекты и крайне скудный хоррор-арсенал Натали, но грустно наблюдать, как амбициозный проект в середине стремительно превращается в мистический триллер для кабельного телеканала…

## Интересные факты
- Среди главных источников вдохновения Винченцо Натали называл фильм «Персона» Ингмара Бергмана.
- По телевизору транслируется выступление Рейгана в Берлине (Речь у берлинской стены).
- Вечерами Лиза играет на кларнете симфонию «Петя и волк».
- Лиза носит серёжку-анх.

## Русский дубляж
- Режиссёр дубляжа — Анастасия Бирюкова
- Вероника Саркисова — Лиза
- Элиза Мартиросова — Оливия
- Валерий Сторожик
- Василий Дахненко
- Елена Шульман
- Мария Иващенко
- Никита Прозоровский
- Фёдор Дахненко